# L'Orgueil du puma
 (août 2022).
Si vous disposez d'ouvrages ou d'articles de référence ou si vous connaissez des sites web de qualité traitant du thème abordé ici, merci de compléter l'article en donnant les références utiles à sa vérifiabilité et en les liant à la section « Notes et références ».
L'Orgueil du puma (France) ou Marge et ses prisonniers (La Marge du Bagne) (Québec) (Pokey Mom) est le 10e épisode de la saison 12 de la série télévisée d'animation Les Simpson.

## Synopsis
Après avoir visité le musée du tablier où tous rentrent heureux sauf Marge, les Simpson vont voir le rodéo de la prison où un jeune prisonnier nommé Jack est blessé par un taureau. Homer, tentant d'attirer le taureau est blessé au dos. Marge découvre que Jack, détenu pour avoir tiré sur Apu, possède un très grand talent artistique. Il obtient sa libération conditionnelle, et il est engagé pour peindre une fresque murale à l'école élémentaire de la ville, projet supervisé par le proviseur Skinner.
Pendant ce temps, Homer soigne son mal de dos en tombant en arrière sur sa poubelle, dont les ondulations de la tôle épousent parfaitement la forme d'une colonne vertébrale. Il s'improvise alors médecin à l'aide de sa trouvaille, au grand désarroi des vrais chiropraticiens…